# Бюза
Бюза, в верховьях Бюза 1-я — река в Балахтинском районе Красноярского края, левый приток Енисея. Ранее Бюза впадала непосредственно в Енисей, на 2555 км от устья, после заполнения Красноярского водохранилища стала впадать в него, с образованием в низовьях залива Бюза. До заполнения водохранилища длина реки оценивалась в 57 км, площадь водосборного бассейна — 480 км².

## Притоки
- Горевая — в 13 км по правому берегу (впадает в залив Бюза), длина 13 км;[3]
- Березовый — в 18 км по левому берегу, длина 10 км;[4]
- Матюшкина — в 22 км по правому берегу, длина 12 км;[5]
- Еловая — в 32 км по левому берегу, длина 11 км;[6]
- Топка — в 33 км по левому берегу, длина 12 км;[7]
- Бюза 2-я — в 45 км по левому берегу, длина 10 км.[8]

## Данные водного реестра
По данным государственного водного реестра России относится к Енисейскому бассейновому округу.
Код водного объекта — 17010300312116100019830.